# Crassus
Pour les articles homonymes, voir Licinius Crassus et Crassus (homonymie).
Marcus Licinius Crassus (latin abrégé : M•LICINIVS•P•F•P•N•CRASSVS), né vers 115 av. J.-C. à Rome et mort en 53 av. J.-C., est un général et homme politique romain qui joua un rôle essentiel dans le passage de la République à l'Empire. Ayant amassé une immense fortune durant son existence, il est considéré comme l'homme le plus riche de l'histoire de Rome.
Crassus commence sa carrière d'homme d'État en tant que commandant militaire sous Lucius Cornelius Sylla pendant la seconde guerre civile. Après la victoire de Sylla et son ascension en tant que dictateur, il amasse une énorme fortune grâce à la spéculation immobilière. Crassus s'impose sur la scène politique romaine après sa victoire contre les esclaves révoltés de Spartacus, partageant le consulat avec son rival Pompée.
En tant que soutien politique et financier de Jules César, il se joint à César et à Pompée dans l'alliance officieuse du premier triumvirat. Les trois associés dominent le système politique romain. Cependant, l'alliance ne peut durer indéfiniment à cause des ambitions et des jalousies des trois hommes. Alors que César et Crassus sont de vieux amis, ce dernier et Pompée se haïssent ; Pompée devenant de surcroît maladivement jaloux des succès spectaculaires de César au cours de sa guerre des Gaules. L'alliance est toutefois renouvelée à la conférence de Lucques en 56 av. J.-C., à la suite de laquelle Crassus et Pompée sont élus à un nouveau mandat de consul. Après ce second mandat, Crassus est proconsul en Syrie romaine. Il se sert de la Syrie comme d'une plate-forme afin de lancer sa campagne militaire contre l'Empire parthe, le traditionnel ennemi oriental de Rome. Sa campagne est un échec retentissant qui s'achève par sa défaite et sa mort à la bataille de Carrhes (9 juin 53 av. J.-C.).
La mort de Crassus défait rapidement et définitivement l'alliance entre César et Pompée. Quatre années après sa mort, César traverse le Rubicon, acte qui inaugure une nouvelle guerre civile qui l'oppose à Pompée et au gouvernement légitime de la République.

## Biographie

### Les premières années
Marcus Licinius Crassus est le troisième et plus jeune fils de Publius Licinius Crassus Dives, consul en 97 av. J.-C. Crassus incarne le type même de l'aristocratie sénatoriale par sa carrière exemplaire. Son frère aîné, Publius, est décédé au cours de la guerre sociale, tandis que son père et un autre frère, Lucius, ont été victimes de la répression sanglante de Marius et de Cinna lorsque Marcus Crassus était encore jeune. En 85 av. J.-C., pour échapper à la mort, il trouve refuge en Hispanie ultérieure, auprès de la clientèle que son père y avait établie. Il recrute une petite armée, sous les ordres de Sylla lorsqu’il revient en Italie comme légat romain ou préfet.
Il se met en valeur lors de la seconde guerre civile et en particulier dans la célèbre bataille de la porte Colline (1er novembre 82 av. J.-C.). Son intervention décisive donne finalement la victoire à Sylla dans un combat imprudemment engagé. Les proscriptions qui suivent l'instauration de la dictature de Sylla font de lui un homme extraordinairement riche. Dès lors, sa puissance financière est évidente. En négociant, en spéculant et en extorquant, il amasse une immense fortune avec des activités aussi diverses que des maisons de prostitution ou des brigades de pompiers. Plutarque indique qu’après avoir organisé des proscriptions sans en avoir reçu l’ordre de Sylla, Crassus n’est plus employé par ce dernier dans aucune affaire publique. D'après Plutarque, Crassus fut aussi accusé à l'issue de la guerre civile de la mise à sac de Malaca dans le Sud de l'Espagne.
D'après Plutarque, il fut accusé d'avoir eu commerce avec une vestale, qui fut reconnue innocente et Crassus fut acquitté car « l'avarice était le motif de ses visites fréquentes » auprès d'elle, pour saisir la très belle maison qu'elle possédait. Une grande partie de sa fortune est utilisée pour des raisons politiques, ce qui permet à Crassus d'accroître sa clientèle populaire, d'octroyer des prêts à des familles nobles dans une situation économique difficile, et de maintenir de bonnes relations avec le cercle des chevaliers. Il utilise des intermédiaires, des prête-noms pour ses affaires. Selon Plutarque il passe d’une fortune de 300 talents à 7 100 avant de commencer sa campagne parthique.

### Guerre contre Spartacus

#### Début de la guerre
En 73 av. J.-C., des esclaves et des personnes libres pauvres d'Italie se révoltent contre Rome sous le commandement de Spartacus et défont les armées romaines à plusieurs reprises. Le Sénat, déjà alarmé par la rébellion apparemment imparable dans le sud de la péninsule, confie à Marcus Licinius Crassus la tâche d'y mettre fin. Crassus avait été préteur en 73 av. J.-C., mais, bien que connu pour les relations politiques de sa famille, n'était pas doté de grands talents militaires,. Spontanément, les nobles se subordonnent à lui, et ses capitaux financent les enrôlements.
On lui attribue six nouvelles légions en plus des deux légions consulaires de Gellius et Lentulus, c’est-à-dire au total une armée d’environ 40 000 à 50 000 soldats romains entraînés. Crassus soumet ses légions à une discipline de fer, parfois brutale, réactivant le châtiment de décimation de l’unité au sein de l’armée. Appien n’est pas sûr qu’il ait décimé les deux légions consulaires pour lâcheté lorsqu’il fut nommé leur commandant, ou s’il décima son armée entière lors d’une défaite ultérieure (un événement durant lequel près de 4 000 légionnaires auraient été exécutés). Plutarque ne fait mention que de la décimation de 50 légionnaires d’une cohorte comme châtiment après la défaite de Mummius lors de la première confrontation entre Crassus et Spartacus. Quelle qu'en fût la raison, Crassus démontra ainsi à ses hommes qu’il pouvait leur être plus néfaste que l'ennemi.

#### Crassus et Spartacus

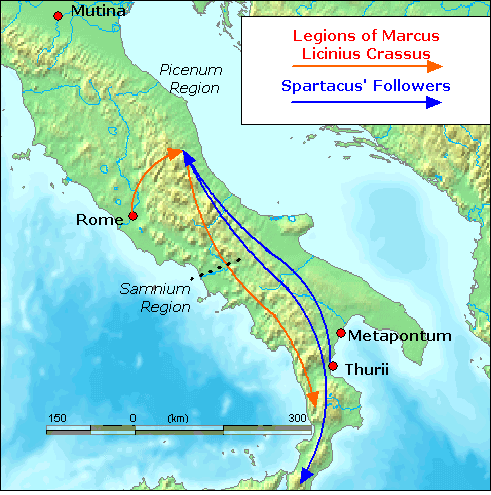
Les combats entre Crassus et Spartacus.

Lorsque les forces de Spartacus se déplacèrent de nouveau vers le nord, Crassus déploya six de ses légions sur les frontières de la région. Plutarque affirme que la première bataille entre les légions de Crassus et Spartacus eut lieu près de la région du Picenum. Appien donne lui, comme emplacement, la région de Samnium, en soulignant les deux légions placées sous le commandement de Mummius, son légat, afin de pouvoir manœuvrer à l'arrière de Spartacus, mais Crassus donna l'ordre de ne pas attaquer les rebelles. Lorsque l'occasion se présente, Mummius désobéit et attaque les forces de Spartacus, mais est battu. Malgré cette défaite initiale, Crassus attaque Spartacus et le bat, tuant près de 6 000 rebelles.
Le cours de la guerre semble avoir changé. Les légions de Crassus sont victorieuses au cours de plusieurs affrontements, tuant des milliers d'esclaves rebelles et forçant Spartacus à se retirer au sud à travers la Lucanie vers le détroit de Messine. Selon Plutarque, Spartacus négocie avec les pirates ciliciens afin de le transporter, accompagné de quelque 2 000 hommes en Sicile, où il a l'intention d'inciter à une révolte d'esclaves et d'obtenir des renforts. Cependant, il est trahi par les pirates, qui ont été payés mais abandonnent les esclaves rebelles. Trois sources mentionnent qu'il y a eu des tentatives de construire des bateaux et des radeaux par les rebelles comme un moyen d'évasion, mais que Crassus prit des mesures non précisées afin de s'assurer que les rebelles ne pourraient pas traverser le détroit de Messine, et en conséquence, ils abandonnent leurs efforts.
Ensuite les forces de Spartacus se retirent vers la presqu'île de Rhegium. Les légions de Crassus les poursuivent et lors de leur arrivée, érigent des fortifications tout le long de l'isthme de Rhegium, malgré le harcèlement des esclaves rebelles assiégés et coupés de tout ravitaillement.

#### La fin de la révolte

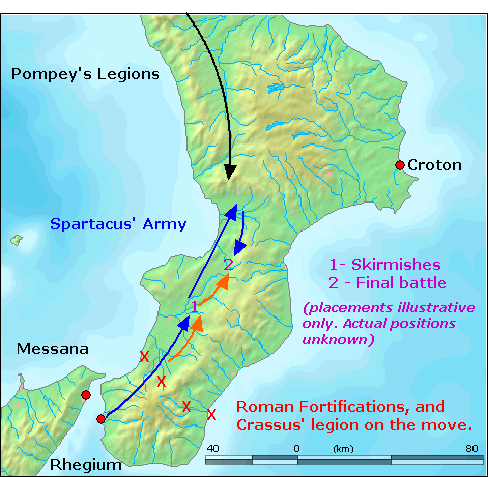
Les derniers événements de la guerre en 71 av. J.-C., dans laquelle l'armée de Spartacus brise le siège des légions de Crassus et se retire vers les montagnes près de Petelia. Le plan montre les premières escarmouches entre les éléments des deux côtés, la rotation des forces de Spartacus durant la confrontation finale. On peut remarquer les légions de Pompée qui rejoindront le Nord pour capturer les survivants.

Au même moment, les légions de Pompée reviennent en Italie, après avoir maté la rébellion de Quintus Sertorius en Hispanie.
Les sources divergent pour savoir si Crassus a demandé du renfort, ou si le Sénat profite seulement du retour de Pompée en Italie. Ce qu'il y a de certain, c’est qu'on ordonne à Pompée d’éviter Rome et de se diriger vers le sud pour prêter main-forte à Crassus. Le Sénat envoie également des renforts sous le commandement de Lucullus, qu’Appien pense par erreur être Lucius Licinius Lucullus, commandant des forces engagées à l’époque dans la Troisième Guerre de Mithridate, mais qui est en réalité Marcus Terentius Varro Lucullus, frère du précédent et proconsul de Macédoine. Comme les légions de Pompée marchent depuis le Nord, et que les troupes de Lucullus débarquent à Brundisium, Crassus comprend que s’il ne met pas rapidement un terme à la révolte des esclaves, le crédit de la victoire reviendrait au général qui arriverait avec des renforts, et donc pousse ses légions pour mettre fin au conflit.
À l’annonce de l’approche de Pompée, Spartacus tente de négocier avec Crassus pour achever rapidement le conflit avant l’arrivée des renforts romains. Lorsque Crassus refuse, une partie des forces de Spartacus rompt le siège et s’échappe vers les montagnes à l’est de Petelia (actuellement Strongoli) dans le Bruttium (Calabre moderne), avec les légions de Crassus à sa poursuite. Les légions parviennent à atteindre une partie des rebelles (commandés par Gannicus et Castus) isolés de l’armée principale, et tuent 12 300 hommes,. Cependant, les légions de Crassus subissent également des pertes, lorsqu'une partie des esclaves échappés font demi-tour pour affronter les forces romaines qui sont sous le commandement d’un officier de cavalerie nommé Lucius Quinctius et du questeur Cnaeus Tremellius Scrofa, et les battent. Les esclaves rebelles ne sont cependant pas une armée professionnelle, et ont atteint leur limite. Ils ne veulent plus fuir plus loin, et des groupes d’hommes se séparent de l’armée principale pour attaquer indépendamment les légions de Crassus qui approchent. Comme la discipline se perd, Spartacus revient avec son armée et jette toutes ses forces pour affronter les légions qui viennent à sa rencontre. Les hommes de Spartacus sont alors complètement battus, l’immense majorité est tuée sur le champ de bataille ; 6000 prisonniers, hommes, femmes ou enfants, sont crucifiés sur la Voie Appienne entre Capoue et Rome. Le destin final de Spartacus lui-même est inconnu, puisque son corps ne fut jamais retrouvé, mais les historiens considèrent qu’il périt dans la bataille avec ses hommes. Malgré l'importance de cette victoire, Crassus n'a pas les honneurs d'un triomphe pour avoir défait les esclaves révoltés, mais il se voit décerner une ovatio, qui ne donne droit qu'à une couronne de myrte. Selon Aulu-Gelle, il l'aurait rejetée avec dédain et finit par obtenir une couronne de lauriers.
Cette victoire vaut, cependant, à Pompée des honneurs dont Crassus est privé. Cet épisode va engendrer des tensions entre les deux rivaux. Néanmoins, leurs intérêts convergents les poussent à s'allier contre le Sénat et à devenir les deux consuls de 70 av. J.-C. Cette magistrature de Crassus est parfaitement illégale, car il vient de déposer la préture ; celle de Pompée l'est tout autant car il n'a pas l'âge requis et n'a pas suivi le cursus honorum, et ceci porte un nouveau coup aux institutions de la République romaine.

### Son premier consulat
Crassus et Pompée, sont donc élus consuls (70 av. J.-C.) Pompée est déjà devenu le favori du peuple et a commencé à provoquer la méfiance des optimates, tandis que Jules César applaudit l'union entre Crassus et Pompée pour stimuler des mesures populaires. Les deux consuls font approuver la lex Aurelia par laquelle les juges sont choisis parmi le populus représenté par les tribuns ærarii et les chevaliers, tout comme le Sénat (jusqu'alors, le Sénat nommait exclusivement les juges pendant douze ans après la lex Cornelia promulguée par Sylla). Crassus est conscient que son collègue est plus populaire et pour obtenir un soutien, organise un banquet de dix mille tables et distribue assez de céréales pour répondre aux besoins de chaque famille romaine pendant trois mois. Malgré ces efforts, Crassus ne peut rivaliser avec la popularité de Pompée et la froideur entre les deux consuls devient publique et notoire. Au dernier jour de l'année, le chevalier Gaius Aurelius, probablement un agent de Jules César, monte à la tribune et déclare que Jupiter lui est apparu en rêve et demande que les deux consuls se réconcilient avant d'abandonner leur charge. Pompée reste inflexible mais Crassus tend la main à son rival au milieu de grandes acclamations.
La réconciliation n’est que de façade et la rivalité continue. Crassus s'oppose, en privé, à la rogatio Gabinia qui avait été mise en service pour que Pompée puisse éliminer les pirates de Méditerranée, et à la lex Manilia qui donne à Pompée le commandement de la guerre contre Mithridate VI. Lorsque Pompée revient victorieux de ces tâches, Crassus se retire temporairement de la politique.

### Le triumvirat
En 65 av. J.-C., il exerce la censure avec Quintus Lutatius Catulus. Il tente d'obtenir des pouvoirs extraordinaires pour transformer le royaume d'Égypte, un allié de Rome, en province, et de faire accorder aux Transpadans la citoyenneté romaine (ce qui lui aurait valu une importante clientèle politique). Les deux projets sont bloqués par son collègue, Catulus, qui use de son droit de veto pour paralyser l'activité de la magistrature. Pendant ces années, Crassus protège Lucius Sergius Catilina, soutenant sa candidature aux élections consulaires de 64 av. J.-C. C’est lui qui, peu de temps après, informe Cicéron de la préparation de la conjuration de Catilina. Dans sa fonction d'édile curule, il rétablit les trophées et les statues de Caius Marius, intriguant pour ranimer le parti populaire ; provoquant un sénatus-consulte, il fait envoyer Pison, l'adversaire de Pompée, en Hispanie ultérieure avec la fonction de propréteur, mais Pison y est bientôt assassiné.
Autour de l'an 59 av. J.-C., Crassus conclut avec les deux hommes politiques les plus importants de l'époque, Pompée et César, une alliance connue sous le nom de premier triumvirat. Chacun des membres a ses propres intérêts ; ceux de Crassus le portent à approuver une loi qui abaisse le loyer de l'encaissement des impôts dans la province d'Asie et une commission chargée de mener à bien les répartitions de terres aux vétérans. En accord avec ces objectifs, en 59, Crassus fait déjà partie d'une commission pour la mise en œuvre de la répartition des terres aux vétérans. Les trois hommes décident de s'allier pour faire élire César consul l'année suivante, et, ainsi, obtenir de ce dernier la réalisation des exigences que le Sénat refuse de satisfaire. Crassus, qui est l'homme le plus riche de Rome, parvient, grâce à la corruption, à faire aboutir le projet.
En 56 av. J.-C., par les accords de Lucques, le triumvirat est reconduit, et par conséquent Pompée et Crassus sont élus au consulat en 55 av. J.-C. Au cours de leur magistrature, il est prévu de créer deux pouvoirs proconsulaires pendant cinq ans, similaires à ceux exercés par César en Gaule. Le projet de loi présenté à l'Assemblée transfère pour une période de cinq ans les provinces d'Hispanie à Pompée et de la Syrie à Crassus, avec des privilèges tels que le recrutement et la possibilité de prendre des décisions de façon autonome. La province promettait d'être une source inépuisable de richesses et elle l'aurait été si Crassus n'avait pas également cherché la gloire militaire et traversé l'Euphrate dans une tentative de conquérir la Parthie.

#### Guerre parthique
Crassus quitte Rome en novembre 55 av. J.-C., sous la malédiction d'un tribun de la plèbe, et malgré plusieurs présages défavorables. À l'été de 54 av. J.-C., il franchit l'Euphrate et prend un certain nombre de villes frontalières. Les Parthes lui demandent de se retirer. Crassus refuse. Toutefois, alors qu'il a tant souhaité cette guerre, il prend son temps avant de la poursuivre. Il passe la première année en tant que gouverneur en se consacrant à des pillages lucratifs, prenant tout ce qu'il y a de valeur dans le Temple de Jérusalem. Et comme le dit Plutarque, « il passait ses jours penché sur la balance ». Grâce à sa richesse, Crassus peut recruter une armée véritablement digne de ses ambitions.

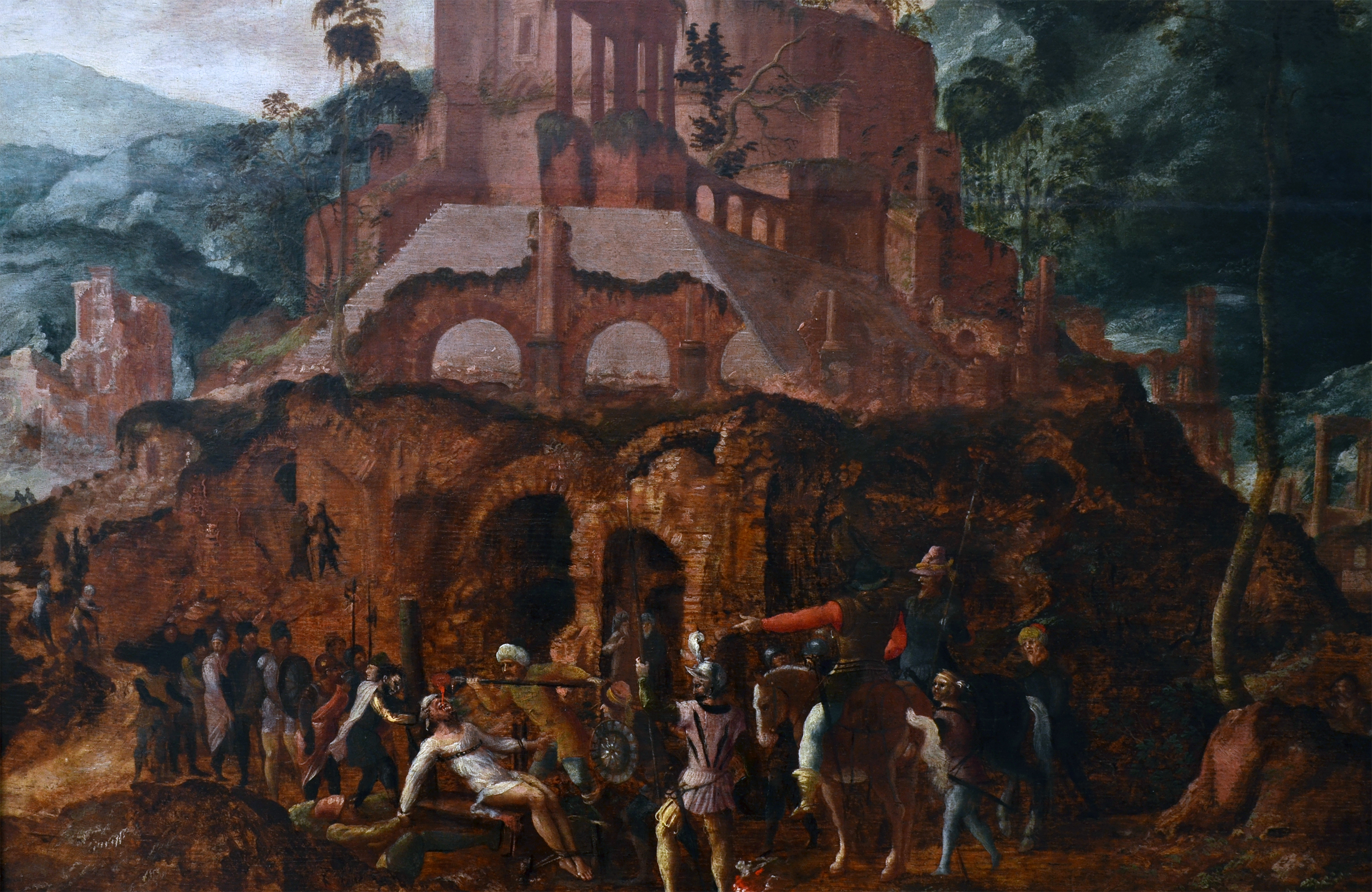
Le supplice de Crassus, qui aurait été forcé à boire de l'or en fusion, peint par Lancelot Blondeel au XVIe siècle

En juin de l'année 53 av. J.-C., l'armée de Crassus, composée de sept légions, 4 000 cavaliers et troupes auxiliaires, un total d'environ 50 000 hommes, est massacrée à la bataille de Carrhes (aujourd'hui Harran en Turquie), en raison de la supériorité stratégique des Parthes et de l'incapacité des Romains à manœuvrer rapidement. Selon Plutarque, « ils ont commencé à entendre des sons, un mélange féroce de rugissements de fauves et de bousculade de tonnerre », en référence aux bruits sourds que produisaient les armes de leurs ennemis. Crassus refuse les plans de son questeur, Cassius, de former une ligne de bataille, préférant une formation en testudo. Plus de 20 000 soldats perdent la vie et environ 10 000 sont faits prisonniers.
Par la suite, les hommes de Crassus, proches de la mutinerie, exigent qu'il parlemente avec les Parthes, qui auraient offert de le rencontrer. Crassus, abattu par le décès de son fils Publius dans la bataille, se rend à cheval au campement du général parthe Suréna pour négocier. Un officier subalterne, Octave, soupçonne un piège quand un Parthe saisit le cheval de Crassus par la bride, engageant une discussion qui bientôt tourne à l'affrontement. Les Romains du groupe sont tués, dont Crassus ; Dion Cassius rapporte avec certaines réserves que Suréna fit couler de l'or fondu dans la bouche de Crassus et, faisant allusion à sa cupidité, lui dit : « Rassasie-toi de ce métal dont tu es si avide ! » La tête de Crassus fut ensuite envoyée au roi parthe, Orodès II.
Plutarque dans ses Vies parallèles des hommes illustres compare l'échec de Crassus face aux Parthes avec celui de Nicias lors de l'expédition de Sicile. Il commence le récit de la vie de Nicias ainsi : « J'ai cru pouvoir avec fondement mettre en parallèle Crassus et Nicias, et comparer les malheurs du premier chez les Parthes avec le désastre de l'autre dans la Sicile. » Les vies de deux personnages sont réunies dans une même paire dans les Vies parallèles des hommes illustres.

## La fortune de Crassus
En raison de son immense richesse, le surnom de Dives (« le riche ») est resté accolé à son nom, comme l'écrit Cicéron ; mais ce surnom était déjà attaché depuis cinq générations à sa famille, une des plus illustres de la noblesse d'origine consulaire. En effet, après la mort de son frère et le suicide de son père, Crassus hérita d'un patrimoine considérable estimé à 1 800 000 deniers,. Sa fortune s'accrut ensuite de différentes manières : il pratiqua le trafic d'esclaves, formant des esclaves spécialisés dans les fonctions de lecteurs, secrétaires, comptables, ouvriers d'art qu'il louait ou revendait ; il possédait des mines d'argent en Espagne et il acquit de nombreuses terres et maisons. Il usa de deux méthodes pour ces achats : d'une part il fit de nombreuses acquisitions lors des ventes aux enchères des biens confisqués après les proscriptions de Sylla ; d'autre part il rachetait à bas prix les maisons voisines d'un incendie, qu'on l'accusait de provoquer lui-même pour diminuer la valeur des biens et forcer la vente, avant de faire appel à ses nombreux clients (près de 500) pour arrêter l'incendie.
Cicéron critique son enrichissement au service d'ambitions égoïstes et lui prête cette déclaration « qu'un homme qui voulait jouer le premier rôle dans une république n'avait jamais assez de fortune, tant qu'il ne pouvait entretenir une armée à ses frais », propos également rapporté par Pline l'Ancien. Cette fortune estimée à deux cents millions de sesterces de biens fonciers, lui permit à plusieurs reprises de jouer un rôle politique important : ainsi, il contribua à faire acquitter Publius Clodius Pulcher en achetant les juges, malgré le témoignage à charge de Cicéron ; ses capitaux financèrent les enrôlements ; c'est encore avec l'argent de Crassus que Jules César, encore édile curule en 65, put donner des jeux magnifiques.

## Dans la culture

### Littérature
- 1873 : Benoît Malon, Spartacus ou la guerre des esclaves, 1873, inspiré par le parallèle entre la révolte des esclaves et la Commune de Paris (rééd. par Jacques André éditeur 2008).
- 1939 : Arthur Koestler, Spartacus (The Gladiators) (traduction française en 1945 chez Aimery Somogy. Réédité depuis chez Calman-Levy).
- 1951 : Spartacus, roman de Howard Fast sur lequel est basé le film de Stanley Kubrick.
- 1956 : Marcus Licinius Crassus est un personnage important dans le roman d'Alfred Duggan, Winter Quarters. Le roman montre deux nobles gaulois fictifs qui se joignent à la cavalerie de Jules César pour ensuite trouver leur chemin au service du fils de Marcus, Publius Licinius Crassus, en Gaule. Les personnages finissent par devenir des clients de Publius Crassus et, par extension, de son père. La seconde moitié du roman est reliée par son narrateur gaulois aux rangs de l'armée de Crassus vouée à l'échec, en route pour se battre avec les Parthes. Le livre dépeint un Crassus trop confiant et militairement incompétent jusqu'au moment de sa mort.
- 1988 : dans le roman de David Drake, Ranks of Bronze, la Légion perdue est le principal participant, bien que Crassus ait lui-même été tué avant le début du livre.
- 1988 : Joël Schmidt, Spartacus et la révolte des gladiateurs, Mercure de France.
- 1992 : Crassus est un personnage important dans roman L'Étreinte de Némésis, de Steven Saylor. Il est dépeint comme le cousin et mécène de Lucius Licinius, dont l'enquête du meurtre constitue la base du roman. Il a également une apparition mineure dans Du sang sur Rome.
- 1995 et 1996 : Crassus est un personnage important dans le roman Le Favori des dieux de Colleen McCullough (en français, il a été publié en deux volets, le premier étant celui-ci et le second La Colère de Spartacus) et Jules César, la violence et la passion (en français, il a aussi été publié en deux volets, le premier étant celui-ci et le second Jules César, le glaive et la soie). Il est dépeint comme un général courageux mais médiocre, un brillant financier, et un véritable ami de César.
- 2005 : Les Romains, tome 1 : Spartacus, la révolte des esclaves, roman de Max Gallo, éd. Fayard.
- 2006 et 2009 : Imperium de Robert Harris. Roman sur l'ascension politique de Cicéron. Parmi les épisodes marquants, le roman montre Crassus organisant l'exécution de masse des esclaves de la rébellion de Spartacus. Lorsque l'ovation romaine, distinction moindre par rapport au triomphe, de Crassus a lieu, il paraît falot puisqu'il n'y a que très peu de prisonniers à montrer. Crassus est un personnage important dans Lustrum (Conspirata aux États-Unis), la suite de Imperium.
- 2008 : l'histoire de la bataille de Carrhes est la pièce centrale du roman de Ben Kane, The Forgotten Legion. Crassus est représenté comme un homme vain avec un manque de jugement militaire.

### Peinture
Giambattista Pittoni le représente en 1743 dans un tableau conservé à la Gallerie dell'Accademia de Venise Crassus saccage le temple de Jérusalem.

### Cinéma et télévision
- 1909 : Spartacus, film italien d'Oreste Gherardini.
- 1953 : Spartacus, film franco-italien de Riccardo Freda, avec Carlo Ninchi, dans le rôle de Crassus.
- 1960 : Spartacus, film américain de Stanley Kubrick, Crassus y est interprété par Laurence Olivier. Le film est tiré du roman portant le même nom de Howard Fast publié en 1951.
- 1998 : Crassus apparaît dans un épisode de la troisième saison de Xena, la guerrière, dans lequel il est décapité dans le Colisée.
- 2001 : Il est un antagoniste très fictionnalisé dans le film Amazones and Gladiators, interprété par Patrick Bergin — il est connu comme « Marcus Crassius ». Sa victoire sur Spartacus, son exil par César en raison de sa popularité à une province pauvre où il est très cruel à la population sont mentionnés, il conquiert les Amazones, sous la reine Zénobie (qui règne apparemment sur une tribu d'Amazones dans la même province, Pannæ (Pannonie, on suppose)). Dans ce film, il est tué par une jeune fille dont il a tué la famille.
- 2004 : Spartacus, téléfilm américain de Robert Dornhelm avec Angus Macfadyen, dans le rôle de Crassus[39].
- 2013 : Spartacus : La Guerre des damnés. Crassus y est interprété par Simon Merrells (en). Contrairement au roman d'Alfred Duggan, il est décrit comme un tacticien militaire brillant qui tient Spartacus en haute estime, bien qu'ils soient ennemis.

### Jeux vidéo
- Il est également apparu dans le jeu vidéo Spartan: Total Warrior, en tant que l'un des antagonistes.
- Il apparaît dans le jeu vidéo Civilization VI en tant que personnage illustre (marchand).
- Il apparaît également dans le jeu vidéo Great Conqueror : Rome en tant que général.